# Kinderen van de Arbat

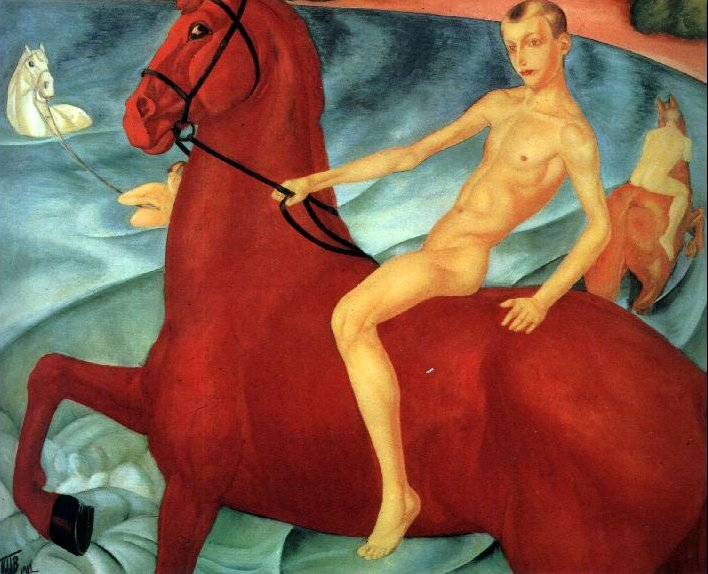
Het baden van een rood paard, door Koezma Petrov-Vodkin, dat in diverse landen prijkte op de omslag van Kinderen van de Arbat, waaronder de Nederlandse editie

Kinderen van de Arbat (Russisch: Дети Арбата) is een roman van de Russisch-Joodse schrijver Anatoli Rybakov. Het is het eerste deel van een romancyclus over een periode uit de geschiedenis van de Sovjet-Unie onder Jozef Stalin, lopend van 1933 tot 1943. De cyclus heeft een sterk autobiografisch karakter. Rybakov begon er al aan eind jaren vijftig en had in 1965 reeds een eerste manuscript klaar. Uiteindelijk kon het boek pas verschijnen tijdens de glasnost, in 1987.

## Inhoud
Hoofdfiguur van de roman is de overtuigde jonge communist en komsomolist Sasja Pankratov, een alter-ego van Rybakov. Hij wordt van de universiteit gestuurd omdat hij zich schuldig zou hebben gemaakt aan het schrijven van opruiende teksten voor een muurkrant. Uiteindelijk wordt hij gearresteerd. Aanvankelijk is hij strijdbaar, maar al snel ervaart hij de machteloosheid tijdens zijn gevangenschap en verhoren. Uiteindelijk wordt hij gearresteerd en voor drie jaar verbannen naar Siberië, waar hij alle moeite doet iets van zijn menselijke waardigheid te behouden. Zo helpt hij een ontsnapte gevangene te ontkomen, ondanks alle risico's. Troost zoekt hij in de liefde voor een onderwijzeres.
Parallel aan het verhaal over Pankratov worden de levens gevolgd van diverse van zijn vrienden. Zo is er de geschiedenis van de zestienjarige Varja, die Sasja’s manmoedige handelen aanvankelijk bewonderde, in een vlaag van onbezonnenheid trouwt met een biljarter, deze snel weer verlaat en uiteindelijk de enige van Sasja’s vrienden blijkt die zich samen met diens moeder Sofia voor hem inzet tijdens zijn ballingschap, en pakjes blijft versturen. Varja’s zus Nina is een rechtlijnig communiste, maar toont zich voortdurend te angstig om iets te ondernemen. Een andere studiegenoot van Pankratov, Joeri Sjarok, die een wat dubbelhartige verhouding heeft met de Lena Boedjagina, de dochter van een hoge partijfunctionaris, treedt in dienst van de NKVD, komt daarmee aan de andere kant van de tafel te staan en maakt snel carrière. De mooie Vika Maresjevitsj, dochter van een vooraanstaande professor, probeert via contacten met rijke buitenlanders in het uitgangsleven van Moskou een soort van uitweg te vinden.
Kinderen van de Arbat geeft verder ook een geloofwaardig portret van Jozef Stalin, van binnenuit, met optekening van veel lange monologen. Zo laat hij Stalin meningen geven over de opbouw van de partij, de machtsstrijd die daarvoor nodig is, noodzakelijke zuiveringen, maar bijvoorbeeld ook over geschiedenis en literatuur. Uiteindelijk werkt de verhandeling toe naar een climax: de moord op de populaire partijleider van Leningrad Sergej Kirov, op 1 december 1934. De roman eindigt ermee dat Pankratov het bericht van de moord hoort in Siberië.
Bij het verschijnen van de roman werd Rybakov hogelijk geprezen om zijn psychologisch inlevingsvermogen in Stalins denken. Via een dwingende gedachtegang probeert hij onder andere aan te tonen dat Stalin direct de hand heeft gehad in de moord op Kirov, maar later zou blijken dat hij belangrijke motieven die bij Stalin eventueel meegespeeld kunnen hebben (Kirov zou tijdens het 17e partijcongres veel stemmen hebben gekregen bij de secretarisverkiezing, mogelijk zelfs meer dan Stalin) geen plek heeft kunnen geven, simpelweg omdat ze tijdens het schrijven nog niet bekend waren. 

## Vervolgdelen
De verhaallijn van Kinderen van de Arbat wordt doorgetrokken in een drietal later geschreven vervolgboeken: 1935 en volgende jaren, Angst en Stof en as. In de eerste twee boeken wordt de lijn en de psychologische kracht van ‘Kinderen van de Arbat’ moeiteloos doorgetrokken. Er volgen uitgebreide beschrijvingen van de Moskouse Processen, het leven van Pankratov en diens ballingschap, de vervolgingen en zuiveringen en vooral van de voortdurende angst die onder de Russische bevolking heerste en het sociale leven nagenoeg verlamde. Opnieuw kruipt Rybakov ook weer in de huid van Stalin en beschrijft hij onder andere diens obsessie met Lev Trotski, die hij zou najagen tot in de dood. Het laatste deel van de cyclus, Stof en as, lijkt wat haastig en geforceerd naar een afronding toegeschreven (Pankratov sterft op het slagveld bij Stalingrad). Mogelijk kan dit worden toegeschreven aan Rybakovs zwakke gezondheid ten tijde van het schrijven ervan.

## Waardering
Kinderen van de Arbat bereikte binnen de Sovjet-Unie eind jaren tachtig miljoenenoplagen en werd wereldwijd vertaald en geprezen. De verschijning van de roman werd gezien als een markerend moment in de glasnost. De Nederlandse vertaling stamt uit 1988 en is van de hand van Aai Prins, Gerard Rasch, Frans Stapert en Maja de Vries. Binnen zes jaar verschenen er acht drukken.
Kinderen van de Arbat werd in 2004 in Rusland verfilmd en uitgezonden als zestiendelige televisieserie. 